# Sekundærrute 467
Sekundærrute 467 er en rutenummereret landevej i Vestjylland.
Landevejen starter syd for Karup ved primærrute 12. Ruten går vestpå forbi Karup Lufthavn og krydser primærruterne 34, 18, 15 og sekundærruterne 185, 471 og 439 inden den ender ved den østlige indkørsel til Skjern, hvor den mødes med primærrute 11 og 28.
1. ↑  Samlet trafik på det rutenummererede vejnet i 2010